# Schistochlamys
Schistochlamys  es un género de aves paseriformes perteneciente a la familia Thraupidae que agrupa a dos especies nativas de América del Sur donde se distribuyen desde el noreste de Colombia hacia el este hasta las Guayanas y hacia el sur hasta el noreste de Paraguay y sur de Brasil y extremo noreste de Argentina. A sus miembros se les conoce por el nombre popular de tangaras o fruteros.

## Etimología
El nombre genérico femenino «Schistochlamys» se compone de la palabra latina «schistus: pizarra y de la palabra griega «khlamus»: manto, capa; en referencia al dorso gris de las especies.

## Características
Las aves de este género son una dupla de tráupidos bien distintivos, midiendo alrededor de 18 cm de longitud, de patrón de colores de plumaje simple y de picos corpulentos, encontrados en áreas arbustivas semiabiertas.

## Lista de especies
Según las clasificaciones del Congreso Ornitológico Internacional (IOC) y Clements Checklist v.2019, el género agrupa a las siguientes especies con el respectivo nombre popular de acuerdo con la Sociedad Española de Ornitología (SEO):
| Imagen | Nombre científico           | Autor            | Nombre común      | EC (*) |
| ------ | --------------------------- | ---------------- | ----------------- | ------ |
|        | Schistochlamys ruficapillus | (Vieillot, 1817) | tangara canelo    | LC     |
|        | Schistochlamys melanopis    | (Latham, 1790)   | tangara carinegra | LC     |

(*) Estado de conservación

## Taxonomía
Los estudios genéticos de Burns et al. (2003), Burns & Naoki (2004), indicaban que el presente género, Cissopis, y Neothraupis son parientes próximos unos con los otros. Ya los amplios estudios filogenéticos más recientes de Burns et al. (2014) demuestran que el presente género está hermanado con Cissopis, el par formado por ambos con Stephanophorus, y este clado con Paroaria en una subfamilia Thraupinae.